# Макферсон, Роберт
Роберт Макфе́рсон (англ. Robert MacPherson, род. 25 мая 1944) — американский математик, профессор Института перспективных исследований. Он наиболее известен благодаря совместному со своим студентом Марком Горески открытию гомологий пересечения, которое позволило распространить многие классические методы изучения многообразий на многообразия с особенностями.

## Биография
Получив образование в Суортмор-колледже и Гарвардском университете, Макферсон в 1970 году получил степень Ph.D. от Гарвардского университета. Его диссертация, написанная под руководством Рауля Ботта, озаглавлена Singularities of Maps and Characteristic Classes. До 1987 года он преподавал в Брауновском университете, затем — в Массачусетском технологическом институте, а в 1994 году получил должность профессора Института перспективных исследований в Принстоне. Также он является приглашённым профессором Принстонского университета.

## Работы
Диссертация Макферсона посвящена в основном исследованию особенностей отображений между векторными расслоениями на гладких многообразиях. Несколько последующих его работ можно отнести к «классической» алгебраической геометрии; в частности, в статье 1974 года он доказал гипотезу о существовании классов Черна для комплексных алгебраических многообразий, выдвинутую в 1970 году Гротендиком и Делинем.
В 1974 году Макферсон решает провести год в Институте высших научных исследований в Париже, вместе с Марком Горески, который в это время писал под его руководством диссертацию. Теория гомологий пересечения была открыта ими именно в этом году, и постепенно разрабатывалась в течение нескольких последующих лет. Две основные работы, вводящие новую теорию, были написаны в 1978 и 1979 годах соответственно, но опубликованы только в 1980 и 1983 годах. В 1983 году Макферсон выступил с пленарным докладом на Международном конгрессе математиков в Варшаве.

## Награды, членство в академиях
Роберт Макферсон был награждён премией по математике Национальной академии наук США, премией Стила (совместно с Марком Горески) и премией Хопфа. Он является членом Национальной академии наук США и Американской академии искусств и наук. В 2012 году он был избран действительным членом Американского математического общества.

## Избранные публикации
- Горески М., Макферсон Р. Стратифицированная теория Морса. — М.: Мир, 1991. — 351 с. — ISBN 5-03-001850-6.
- Фултон У., Макферсон Р. Категорный подход к изучению пространств с особенностями. — М.: Мир, 1983. — 216 с.
- Goresky, Mark; MacPherson, Robert. Intersection homology theory (англ.) // Topology. — 1980. — Vol. 19, no. 2. — P. 135—162. MR: 0572580
- Goresky, Mark; MacPherson, Robert. Intersection homology. II (англ.) // Inventiones Mathematicae. — 1983. — Vol. 72, no. 1. — P. 77—129. MR: 0696691